# Tingkok
Tingkok is een bestuurslaag in het regentschap Rokan Hulu van de provincie Riau, Indonesië. Tingkok telt 2258 inwoners (volkstelling 2010).